# Jüdischer Friedhof (Osterspai)

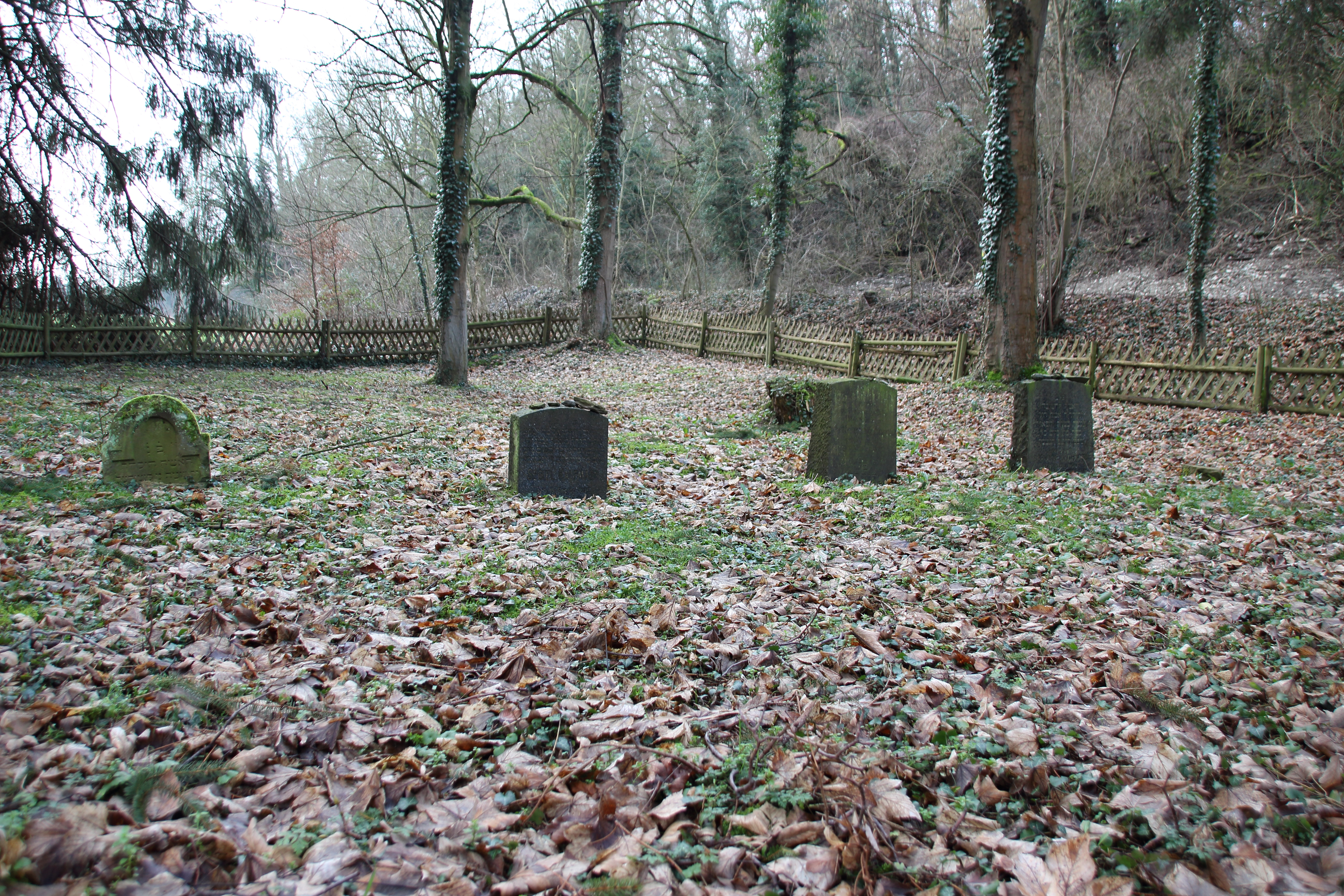
Jüdischer Friedhof Osterspai

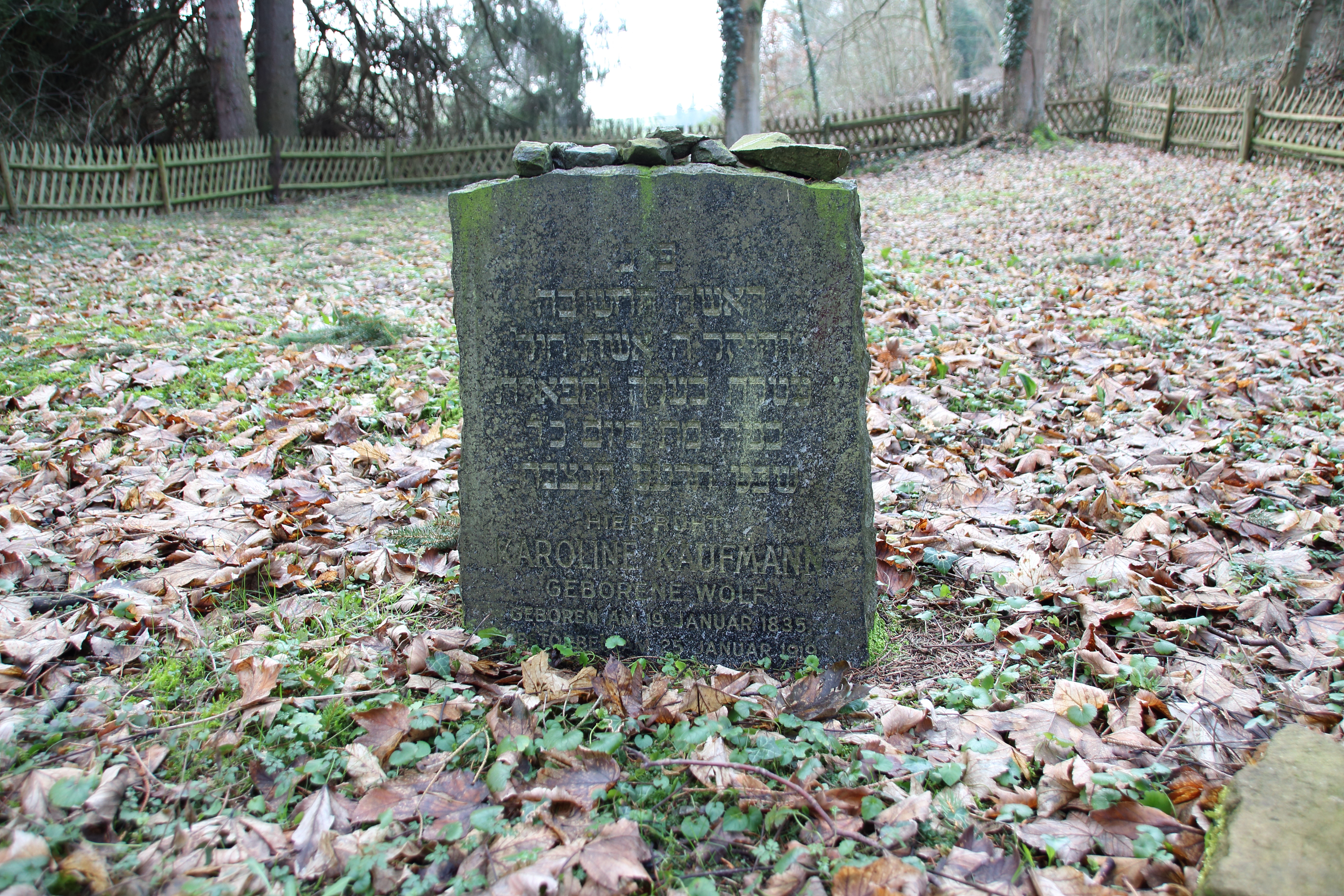
Grabmal für Karoline Kaufmann geb. Wolf (1835–1919)

Der jüdische Friedhof Osterspai ist ein Friedhof in der Ortsgemeinde Osterspai im Rhein-Lahn-Kreis in Rheinland-Pfalz. Er steht als Kulturdenkmal unter Denkmalschutz.
Der jüdische Friedhof liegt südlich des Rheins und der Bundesstraße 42 auf einem Plateau südöstlich oberhalb des Ortes.
Auf dem 784 Quadratmeter großen Friedhof, ein umfriedetes, rechteckiges Areal, das wohl im 19. Jahrhundert angelegt wurde, sind vier Grabsteine von 1917 bis 1922 erhalten. Der Friedhof diente auch den Juden in Filsen und Kamp-Bornhofen als Begräbnisplatz.
In den Jahren 1997 und 2002 wurde der Friedhof geschändet: 1997 wurde er völlig verwüstet, Grabsteine wurden umgeworfen und die Einfriedung zerstört. Im August 2002 wurden wiederum Grabsteine umgeworfen.